# Syzygium macilwraithianum
Syzygium macilwraithianum är en myrtenväxtart som beskrevs av Bernard Patrick Matthew Hyland. Syzygium macilwraithianum ingår i släktet Syzygium och familjen myrtenväxter. Inga underarter finns listade i Catalogue of Life.